# Хатлонская область
Хатло́нская область (тадж. Вилояти Хатлон) — административная область в составе Республики Таджикистан. Одна из трёх областей страны, граничит на севере с районами республиканского подчинения, на востоке — с Горно-Бадахшанской автономной областью, на юге — с Афганистаном, на западе — с Узбекистаном. Административный центр — город Бохтар. Площадь 24 600 км², население 3 048 200 человек (таджики — 81,8 %). Хатлонская область с центром в городе Курган-Тюбе была образована Указом Президиума Верховного Совета Таджикской ССР от 8 сентября 1988 года в результате объединения бывших Кулябской и Курган-Тюбинской областей.

## География
Область расположена на южных отрогах Гиссаро-Алая, в административном отношении разделена на 4 города и 21 район.
Климат — континентальный, резко континентальный. Большую часть территории области занимает горный рельеф, около 7 % равнинные горные долины, где преимущественно расположены административные центры и населённые пункты.
Главные реки — Пяндж и Вахш. Несколько водохранилищ: Муминабадское, Сельбурское и другие.

## Население
Население области на 1 января 2015 года составило 2 971 500 человек. По населению область занимает первое место среди регионов республики.
81,77 % населения — таджики, 12,94 % — узбеки, 0,52 % — туркмены.

### Национальный состав
Национальный состав населения Хатлонской области по переписи населения Таджикистана 2010 года, а также справочно по данным Всесоюзных переписей 1979 и 1989 годов (суммарные данные по Кулябской и Курган-Тюбинской областям)
| Национальность  | 1979 чел. | %        | 1989 чел. | %        | 2010 чел. | %        |
| --------------- | --------- | -------- | --------- | -------- | --------- | -------- |
| Всего           | 1194708   | 100,00 % | 1663986   | 100,00 % | 2677251   | 100,00 % |
| таджики         | 794999    | 66,54 %  | 1141275   | 68,59 %  | 2189196   | 81,77 %  |
| узбеки          | 294049    | 24,61 %  | 412396    | 24,78 %  | 346303    | 12,94 %  |
| туркмены        | 12921     | 1,08 %   | 18011     | 1,08 %   | 14003     | 0,52 %   |
| русские         | 44955     | 3,76 %   | 43350     | 2,61 %   | 3960      | 0,15 %   |
| татары          | 11659     | 0,98 %   | 10102     | 0,61 %   | 1123      | 0,04 %   |
| киргизы         | 2852      | 0,24 %   | 3209      | 0,19 %   | 691       | 0,03 %   |
| казахи          | 6906      | 0,58 %   | 7560      | 0,45 %   | 174       | 0,01 %   |
| украинцы        | 4335      | 0,36 %   | 5760      | 0,35 %   |           |          |
| белорусы        | 658       | 0,06 %   | 1649      | 0,10 %   |           |          |
| крымские татары | 6         | 0,00 %   | 932       | 0,06 %   |           |          |
| другие          | 21368     | 1,79 %   | 19742     | 1,19 %   | 121801    | 4,55 %   |

## История
Хатлон (Хутталон) — историческая область на территории Таджикистана, существовала приблизительно в 690—948 годах.
Своё название получила от племени эфталов, которые в V—VI веках захватили Кушанское царство. По сообщениям армянских и византийских рукописей того времени, западные народы называли эфталитов хайталами.
После падения Саманидского государства в 999 г. Хатлон, как и другие таджикские регионы, попал под власть кочевых тюрок — Караханидов, а Хорасаном овладели Газневиды. Между этими двумя династиями разгорелся конфликт за пограничную провинцию Балх и прилегающие к ней территории правого берега Амударьи — Хутталян и Чаганиан. В 1008 г. Газневиды вблизи Балха одержали победу в битве над караханидским войском. После этой битвы Хутталян и Чаганиан попали под власть газневида Султана Махмуда. Газневиды в 1038 г. потеряли Хутталян, который завоевал караханидский правитель Ибрахим б. Наср Бури Тегин. Позднее он входил в состав государство Гуридов (XII — начало XIII в.).
C XIII века до конца XIX века земли Хутталяна были во владениях потомков Кай-Кубада, легендарного таджикского царя.
К концу XIX века Хатлон был поделён на зоны влияния между Российской империей и Великобританией. После гражданской войны в бывшей зоне влияния Российской империи были созданы Бухарская Народная Советская Республика и Туркестанская Автономная Социалистическая Советская Республика (часть РСФСР). В процессе национально-территориального размежевания в 1924 году северная часть Тохаристана была поделена между Узбекской ССР и Таджикской АССР в её составе; последняя в 1929 стала Таджикской ССР. В процессе распада СССР на данной территории образовались независимые республики — Узбекистан и Таджикистан.
Хатлонская область с центром в городе Курган-Тюбе была образована Указом Президиума Верховного Совета Таджикской ССР от 8 сентября 1988 года в результате объединения бывших Кулябской и Курган-Тюбинской областей. В состав области были включены: города Куляб, Курган-Тюбе, город Калининабад, административно подчинённый Курган-Тюбинскому городскому Совету, а также город Нурек с подчинёнными городскому Совету кишлачными Советами, и районы: Вахшский, Восейский, Дангаринский, Джиликульский, Ильичёвский, Кабодиёнский, Колхозабадский, Коммунистический, Куйбышевский, Кулябский, Кумсангирский, Ленинградский, Московский, Пархарский, Пянджский, Советский, Ховалингский, Шаартузский и Яванский.
Указом Президиума Верховного Совета Таджикской ССР от 24 января 1990 года Хатлонская область была упразднена, вместо неё в очередной раз образованы Кулябская и Курган-Тюбинская области, однако 2 декабря 1992 года Постановлением сессии Верховного Совета Республики Таджикистан она вновь восстановлена, только уже без Нурека и Яванского района.

### История исследования
Хутталян исследовался европейскими учеными с середины XIX века в связи с многочисленными находками куфических и саманидских (и в том числе хуттальских) дирхемов в России и в странах северной и восточной Европы в составе кладов серебра.

### Территория
Согласно сведениям арабо-таджикских географических сочинений IX—X вв. (Истахри, Ибн Хаукаля, Худуд аль-алама и др.) Хутталян представлял собой область между реками Пяндж и Вахш, протянувшись от горной области Кумед на севере до слияния этих двух рек на юге. Кроме того, в некоторых источниках ряд районов на левом берегу Пянджа тоже относился к этой области (например, область вокруг города Рустак Бик — современная провинция Русток — Бадахшан Афганистана). Большинство источников относят Вахшскую область как составную часть к Хутталю, лишь у Худуд ал-алама эти две области описаны отдельно. Кроме того известно, что современные Нурекский и Яванский районы, входящие сейчас в Хатлонскую область Таджикистана, находились за пределами географических границ исторического Хутталяна. Вхождение в Хутталь территории современного Хуросонского района на правом берегу реки Вахш в источниках не упоминается, но Худуд аль-алам сообщает, что главные города Вахшской области Халаверд и Левакенд находились на берегу реки Вахш. Из этого можно предположить, что этот район входил в состав Вахшской области, следовательно, и в состав Хутталяна. Политическое влияние Хутталяна в некоторые периоды распространялось за пределы его географических границ.
Современная Хатлонская область Таджикистана охватывает почти всю территорию исторического Хутталяна (кроме области Рустак Бик), включает Нурекский, Хуросонский, Яванский и некоторые сопредельные районы.

## Административное деление
В состав Хатлонской области входят 4 города (Бохтар, Куляб, Нурек, Левакант) и 21 район:
- Абдурахмана Джами (центр — пгт Абдурахмани Джами)
- Бальджуванский (центр — с. Бальджувон)
- Вахшский (центр — пгт Вахш)
- Восейский (центр — пгт Хулбук)
- Дангаринский (центр — пгт Дангара)
- Джайхун (центр — пгт Дусти)
- Джалолиддин Балхи (центр — пгт Балх)
- Дусти (центр — с. Джиликуль[англ.])
- Кубодиёнский (центр — пгт Кубодиён)
- Кушониён (центр — пгт Исмоили Сомони)
- Муминабадский (центр — пгт Чорсу)
- Носири-Хусравский (центр — с. Бахори[тадж.])
- Пархарский (центр — пгт Пархар)
- Пянджский (центр — пгт Пяндж)
- Темурмаликский (центр — пгт Бахманруд)
- Хамадони (центр — пгт Московский)
- Ховалингский (центр — пгт Ховалинг[англ.])
- Хуросонский (центр — пгт Хуррамшахр)
- Шамсиддин Шохин (центр — пгт Шуроабад[тадж.])
- Шахритусский (центр — пгт Тус)
- Яванский (центр — пгт Яван)

| Название единицы административно- территориального деления | Население (01.01.2015) тыс. чел. | Площадь тыс. км² | Плотность населения чел./км² |
| ---------------------------------------------------------- | -------------------------------- | ---------------- | ---------------------------- |
| город Бохтар                                               | 102,9                            |                  |                              |
| город Куляб                                                | 101,2                            |                  |                              |
| город Нурек                                                | 28,1                             |                  |                              |
| город Левакант                                             | 15,8                             |                  |                              |
| Бальджуванский                                             | 27,2                             | 1,3              | 20,9                         |
| Кушониёнский                                               | 220,2                            | 0,6              | 367,0                        |
| Вахшский                                                   | 176,8                            | 1,0              | 176,8                        |
| Восейский                                                  | 194,3                            | 0,8              | 242,9                        |
| Дангаринский                                               | 136,1                            | 2,0              | 68,1                         |
| Джами                                                      | 153,0                            | 0,6              | 255,0                        |
| Дусти                                                      | 100,9                            | 1,2              | 84,1                         |
| Кубодиёнский                                               | 165,4                            | 1,8              | 91,9                         |
| Кулябский                                                  | 96,6                             | 0,3              | 659,3                        |
| Джайхун                                                    | 123,1                            | 1,0              | 123,1                        |
| Муминабадский                                              | 84,8                             | 0,9              | 94,2                         |
| Пянджский                                                  | 104,9                            | 0,9              | 116,6                        |
| Джалолиддин Балхи                                          | 176,8                            | 0,9              | 196,4                        |
| Темурмаликский                                             | 63,8                             | 1,0              | 63,8                         |
| Пархарский район                                           | 151,8                            | 1,2              | 126,5                        |
| Хамадони                                                   | 135,0                            | 0,5              | 270,0                        |
| Носири-Хусравский                                          | 34,0                             | 0,8              | 42,5                         |
| Ховалингский                                               | 53,1                             | 1,7              | 31,2                         |
| Хуросонский                                                | 103,3                            | 0,9              | 114,8                        |
| Шахритусский                                               | 114,1                            | 1,5              | 76,0                         |
| Шамсиддин Шохин                                            | 50,2                             | 2,3              | 21,8                         |
| Яванский                                                   | 203,8                            | 0,9              | 226,4                        |
| Всего                                                      | 2971,5                           | 24,6             | 120,8                        |

## Экономика
- Вахшский каскад — крупнейший комплекс гидроэлектростанций в Республике Таджикистан.          Каскад состоит из семи действующих станций.         Мощность действующих станций каскада составляет 4 775 МВт, проектная выработка электроэнергии — около 20 млрд кВт·ч в год (при полностью реализованном каскаде мощность составит 9 262,5 МВт, проектная выработка электроэнергии — около 37 млрд кВт·ч в год.)
- Нурекская ГЭС |3 000 МВт|          11 млрд кВт'ч в год.
- Байпазинская ГЭС |600 МВт |        3 500 млрд кВт'ч в год.
- Сангтудинская ГЭС-1 |670 МВт |   2 700 млрд кВт'ч в год.
- Сангтудинская ГЭС-2 |220 МВт| 900  млн кВт'ч в год.
- Головная ГЭС |240 МВт|                  1 300 млн кВт'ч в год
- Перепадная ГЭС |30 |220 млн.
- Центральная ГЭС |15 |110 млн.
- Нурекская ГЭС:                      высота плотины 300 м,           мощность электростанции 3000 МВт Нурекская ГЭС обеспечивает около 75 % всей выработки электроэнергии в республике.
- Развита лёгкая (хлопкоочистительная, кожевенно-обувная), пищевая (маслобойная, мясная, мукомольная, плодоконсервная), химическая (Вахшский азотно-туковый завод), электротехническая и металлообрабатывающая отрасли промышленности.
- Добыча нефти, газа, каменной соли.
- Орошаемое земледелие (Вахшский канал и другие). Возделывают тонковолокнистый хлопчатник, зерновые (пшеница, ячмень, кукуруза, рис), картофель, овощи, кормовые. Плодоводство (в том числе цитрусоводство). Виноградарство. Плантации герани. Единственная в СССР промышленная плантация сахарного тростника. Разведение гиссарских и каракульских овец, молочное скотоводство. Разводят крупный рогатый скот, свиней и коз. Шелководство. Область заняла первое место в 2014 году в республике по годовому производству зерновых (828,8 тыс. тонн), хлопка-сырца (262,8 тыс. тонн), овощей (846,1 тыс. тонн), бахчевых (422,9 тыс. тонн), плодов (125,8 тыс. тонн), винограда (83,0 тыс. тонн)[10]. Также область на 2013 год заняла первое место в Таджикистане по поголовью крупного рогатого скота (1940,6 тыс.), а также овец и коз (849,9 тыс.)[11].
- Бальнеогрязелечебная курортная местность Танобчи-Кызылсу.
- В Нуреке на высоте 2200 м расположен оптико-электронный комплекс «Окно» («Нурек») системы разведки космической обстановки (РКО).

## Образование
В городах и районах области (на 2023 г.) функционируют 164 дошкольных учреждения, где воспитанием охвачено 17789 детей, а также 1320 центров детского развития, в которых обучаются 52909 детей. В 2022-2023 учебном году количество преподавателей составило 46 тысяч 987 человек, из них 27 тысяч 865 (или 59,3 %) женщин.

## Археология
У кишлака Лахути Ховалингского района находится палеолитическая стоянка Кульдара возрастом 800 тыс. лет (Ранов, 1999).
Хуттальян славился высокой музыкальной культурой. Так, в 733 г. оттуда присылали женщин-музыкантш в Китай. Считается, что росписи дворца Хульбук с изображениями уникальных смычковых инструментов подтверждают гипотезы музыковедов об их происхождении из этого региона.

## Председатели хукумата
- Миралиев, Амиршо (май 2001 — 4 декабря 2006)[13]
- Гайбулло Авзалов (27 февраля 2007 — 26 марта 2014)[14]
- Давлатшо Гулмахмадов[15] (и.о. главы хукумата области: 27 ноября 2013 — 26 марта 2014), (26 марта 2014 — 14 января 2019 года[16][17])
- Курбон Хакимзода 14 января 2019[16][17] — н. в.

## Известные уроженцы
- Джалаладдин Руми (1207—1273) — таджикский поэт-суфий, философ и религиозный деятель[18][19]
- Насир Хосрав (1004 — 1088) — исмаилитский философ, поэт, путешественник, проповедник (да'и) и один из величайших писателей в персидской литературе.